# Франкі-Пяскі
Франкі-Пяскі (пол. Franki-Piaski) — село в Польщі, у гміні Кобилін-Божими Високомазовецького повіту Підляського воєводства.
Населення — 72 особи (2011).
У 1975-1998 роках село належало до Ломжинського воєводства.

## Демографія
Демографічна структура станом на 31 березня 2011 року:
|          | Загалом | Допрацездатний вік | Працездатний вік | Постпрацездатний вік |
| -------- | ------- | ------------------ | ---------------- | -------------------- |
| Чоловіки | 40      | 9                  | 25               | 6                    |
| Жінки    | 32      | 6                  | 18               | 8                    |
| Разом    | 72      | 15                 | 43               | 14                   |